# Tephromela atra
|  | Dieser Artikel wurde aufgrund von formalen oder inhaltlichen Mängeln in der Qualitätssicherung Biologie zur Verbesserung eingetragen. Dies geschieht, um die Qualität der Biologie-Artikel auf ein akzeptables Niveau zu bringen. Bitte hilf mit, diesen Artikel zu verbessern! Artikel, die nicht signifikant verbessert werden, können gegebenenfalls gelöscht werden. Lies dazu auch die näheren Informationen in den Mindestanforderungen an Biologie-Artikel. |

Tephromela atra, auch als schwarze Kuchenflechte bezeichnet, ist eine Krustenflechte aus der Familie der Tephromelataceae.

## Beschreibung
Der Flechtenthallus weist eine gräuliche Färbung und eine rissige Struktur auf. Die Fruchtkörper des Flechtenpilzes sind als schwarze Apothecien ausgeprägt.

## Verbreitung
Diese weltweit verbreitete Flechtenart kommt auf unterschiedlichem Substrat vor, wie z. B. Silikat- oder Kalkstein, sowie Baumrinde.

## Inhaltsstoffe
Der Thallus dieser Flechte ist in der Lage, ein umfangreiches Repertoire an sekundären Flechtenstoffen zu bilden, wie z. B. das Depsid Atranorin und die Depsidonen α-Alectoronsäure, α- and β-Collatolsäure sowie Deoxycollatolsäure.

## Algenpartner
Der Flechtenpilz dieser Flechte ist mit Grünalgen aus der Gattung Trebouxia vergesellschaftet.